# Antonio Siddi
Antonio Siddi (né le 19 juin 1923 à Sassari et mort le 21 janvier 1983 dans la même ville) est un athlète italien spécialiste du sprint. Licencié au CSI Brescia, il mesurait 1,77 m pour 73 kg.

## Biographie

### Palmarès
| Date | Compétition           | Lieu       | Résultat | Épreuve          | Performance  |
| ---- | --------------------- | ---------- | -------- | ---------------- | ------------ |
| 1948 | Jeux olympiques d'été | Londres    | 3e       | 4 × 100 m        | 41 s 5       |
| 1949 | Jeux méditerranéens   | Istanbul   | 1er      | 100 mètres       | 11 s 4       |
| 1949 | Jeux méditerranéens   | Istanbul   | 1er      | 200 mètres       | 22 s 0       |
| 1949 | Jeux méditerranéens   | Istanbul   | 1er      | 400 mètres       | 50 s 5       |
| 1949 | Jeux méditerranéens   | Istanbul   | 1er      | Saut en longueur | 6,90 m       |
| 1950 | Championnats d'Europe | Bruxelles  | 2e       | 4 × 400 m        | 3 min 11 s 0 |
| 1951 | Jeux méditerranéens   | Alexandrie | 1er      | 200 mètres       | 22 s 0       |
| 1951 | Jeux méditerranéens   | Alexandrie | 2e       | 400 mètres       | 47 s 9       |
| 1951 | Jeux méditerranéens   | Alexandrie | 1er      | 4 × 100 m        | 42 s 4       |

### Records
| Épreuve    | Performance | Lieu | Date |
| ---------- | ----------- | ---- | ---- |
| 100 mètres | 10 s 5      |      | 1949 |
| 400 mètres | 47 s 2      |      | 1949 |